# Константинос Йованопулос
Константинос Георгиу Йованопулос (на гръцки: Κωνσταντίνος Γεωργίου Γιοβανόπουλος) е гръцки политик от партията Независими гърци.

## Биография
Константинос Йованопулос е роден на 30 август 1965 година в македонския град Бер, Гърция. Завършва право в Солунския университет и става адвокат. Избран е от Иматия за депутат на изборите от 17 юни 2012 година от Независими гърци.